# Alexandre Van den Bussche
Alexandre Van den Bussche (auch: Sylvanus oder Le Sylvain; * 1535 in Oudenaarde; † 1585) war ein flämischer Schriftsteller französischer Sprache.

## Leben und Werk
Alexandre Van den Bussche war ein flandrischer Offizier im Dienste des Herzogs von Ferrara Alfonso II. d’Este, dann am Hof der französischen Könige Karl IX. und Heinrich III. Als Schriftsteller bevorzugte er (unter dem Pseudonym Le Sylvain) die literarische Kurzform (Emblem, Rätsel). Sein Buch der tragisch verlaufenen Gerichtsprozesse (1579) ist ein Vorläufer der Plaidoyers historiques (1643) von François Tristan L’Hermite.

## Werke (Auswahl)
- L’Arithmétique militaire. G. Gorbin, Paris 1571.
- Le premier livre des proces tragiques, contenant cinquante cinq histoires Avec les accusations, demandes, & deffences d’icelles... ensemble quelque poesie morale. Nicolaus Bonfons, Paris 1575. Guillaume le Niergue, Antwerpen 1579
- Cinquante aenigmes françoises. Gilles Beys, Paris 1581. (énigme = Rätsel)
- Oeuvres choisies d’Alexandre Sylvain de Flandre précédées d’une étude sur l’auteur et ses œuvres. Hrsg. Henri Helbig. Renard, Lüttich 1861. (mit biographischer Notiz von Guillaume Colletet)